# Max Rüdlinger

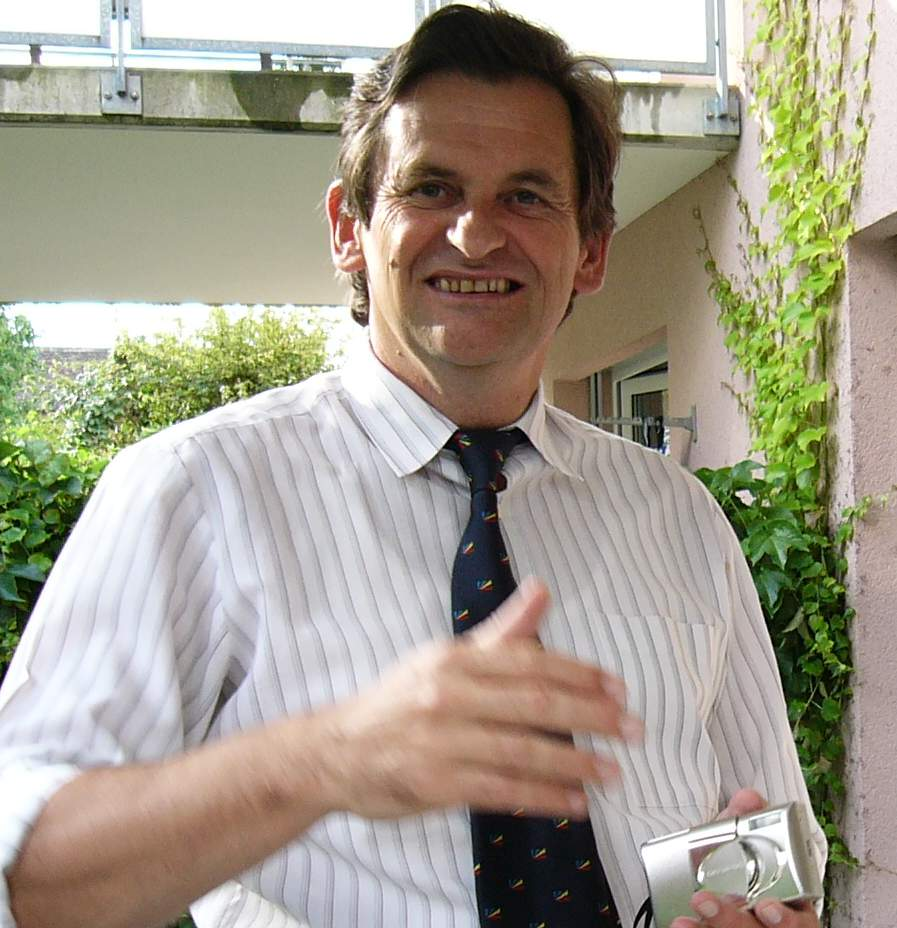
Max Rüdlinger (2004)

Max Rüdlinger (* 3. April 1949 in Flums) ist ein Schweizer Schauspieler und Autor.

## Leben und Karriere
Max Rüdlinger, Sohn eines leitenden Bankangestellten und einer Hausfrau, wuchs als Einzelkind in behüteten Verhältnissen auf. In seinen frühen Zwanzigern rebellierte er gegen den bürgerlichen Lebensstil, brach das Wirtschaftsstudium ab und widmete sich dem Schauspiel. Er bezeichnet sich als «freien Schauspieler», was er selbst definiert als: «Ich bin meistens frei.»
Seit 1982 verbindet ihn eine Zusammenarbeit mit dem Regisseur Clemens Klopfenstein. Dieser entstammen zahlreiche seiner Filme, die zum Teil auch über die Schweizer Grenzen hinaus erfolgreich waren. In Gemmi (1994) und Das Schweigen der Männer (1997) spielte Rüdlinger Seite an Seite mit dem Mundart-Rocksänger Polo Hofer.
Er verkörpert auch in seinen älteren Jahren vor allem bürgerliche Rollen, etwa als Polizeichef (Strähl) oder hochrangiger Offizier (Achtung, fertig, Charlie!). Rüdlinger tourte im Jahr 2010 mit dem Solostück Halbfinal durch die Schweiz, in welchem er den Schweizer Fussballer Geni Meier darstellt.
Für seine Rolle in Die Vogelpredigt oder Das Schreien der Mönche wurde er als «Bester Hauptdarsteller» beim Schweizer Filmpreis 2006 nominiert.
2007 veröffentlichte er im Zytglogge Verlag sein erstes Buch, die Autobiografie Das Recht auf Memoiren. 2012 erschien sein zweites Buch, Verreist, im Bilgerverlag.

## Filmografie (Auswahl)
- 1982: E nachtlang Füürland
- 1983: Akropolis Now
- 1984: Der Ruf der Sibylla
- 1987: Alpenglühn
- 1988: Macao oder die Rückseite des Meeres
- 1989: City Life: In Arcadia
- 1991: Niklaus und Sammy
- 1992: Füürland 2
- 1994: Gemmi – ein Übergang
- 1994: Julie Lescaut (Fernsehserie, 1 Folge)
- 1997: Das Schweigen der Männer
- 1998: Vollmond
- 2000: WerAngstWolf
- 2003: Achtung, fertig, Charlie!
- 2003: Meier Marilyn (TV)
- 2003: November
- 2003: Spital in Angst (TV)
- 2004: Strähl
- 2005: Mein Name ist Eugen
- 2005: Die Vogelpredigt oder Das Schreien der Mönche
- 2006: Cannabis – Probieren geht über Regieren
- 2006: Dräckwösch
- 2006: Eden
- 2006: Max
- 2007: Breakout
- 2007: Der leere Briefkasten
- 2007: Tell
- 2008: Tag und Nacht (TV-Serie)
- 2008: Tandoori Love
- 2008: Wrack
- 2008: Jimmie
- 2009: Champions
- 2010: Hugo Koblet – Pédaleur de charme
- 2010: Die Praktikantin
- 2011: Ein Sommersandtraum
- 2011: Der Hahn ist tot (Kurzfilm)
- 2014: Der Koch
- 2015: Der Bestatter
- 2016: Tinou
- 2018: Das Ächzen der Asche
- 2022: Luchsinger und die Götter
- 2022: Mad Heidi
- 2023: Velo Gang
- 2024: Cinema Bruciato

## Werke
- Das Recht auf Memoiren. Zytglogge, Oberhofen am Thunersee 2007, ISBN 978-3-7296-0737-8.
- Verreist. Eine Landkarte des Abschweifens. Bilgerverlag, Zürich 2012, ISBN 978-3-03762-027-4.